# Here I Am (金鐘國專輯)
《Here I Am》是韓國男歌手金鐘國，於2008年10月22日由101 Entertainment製作、Mnet Media所發行的第五張個人專輯。這專輯是他履行為期兩年的兵役以後重返樂壇之作，並以《今天比昨天更好》（韓語：어제보다 오늘 더）為主打歌曲。

## 曲目
| 曲序     | 曲目                  |                   | 作曲                  | 编曲                | 备注                  | 时长  |
| -------- | --------------------- | ----------------- | --------------------- | ------------------- | --------------------- | ----- |
| 1.       | 謝謝（）              | 趙恩希（조은희）        | 黃燦熙（）            | 黃贊熙              | 第二主打              | 4:15  |
| 2.       | 令人懷念的日子（）    | 尹思羅（윤사라） 韓尚元 | 韓尚元（）            | 韓尚元              |                       | 3:51  |
| 3.       | 很久 很久（）         | 尹思羅            | 趙英秀（조영수）            | 趙英秀              | feat. Mikey（）       | 4:13  |
| 4.       | 今天比昨天更好（）    | 尹思羅            | 金道勛（김도훈） 李相浩（이상호） | 李相浩              | 第一主打              | 4:00  |
| 5.       | Forever               | 李賢道            | 李賢道（）            | 李賢道 Donni Jang   | feat.MIGHTY MOUTH（마이티마우스） | 3:22  |
| 6.       | 沒有比這更好（）      | 尹思羅            | 金道勛 金奇（김기범）       | 金道勛 金奇         | feat.石鎮（）         | 4:00  |
| 7.       | 那家門前（序曲）（）  |                   | 玄濟明（）            | 重勳（）            | 純音樂                | 1:03  |
| 8.       | 那家門前（）          | 趙恩希            | 黃燦熙                | 黃燦熙              |                       | 4:23  |
| 9.       | 醉愛（）              | 尹思羅            | 李浩楊（이호양）            | 李浩楊              | featuring 柱碩（）    | 4:03  |
| 10.      | 離別的定式（）        | 趙恩希            | 趙英秀                | 趙英秀              |                       | 3:55  |
| 11.      | 現在再見（）          | 安英民（안영민）        | 吳勝勛（）            | 徐梓夏（서재하）          |                       | 3:42  |
| 12.      | 愛你好愛你（）        | 金泰熙（김태희）        | 鄭鎮洙（）            | 鄭鎮洙              |                       | 3:51  |
| 13.      | 怎樣的人 怎樣的愛（） | 尹思羅            | 黃燦熙                | 李貫（） 鄭水婉（정수완） | feat.金昌達（）       | 4:08  |
| 14.      | 我們倆（）            | E江民 李正表      | E江民（E강민） 李正表（이정표）  | E江民 李正表        |                       | 4:46  |
| 总时长： | 总时长：              | 总时长：          | 总时长：              | 总时长：            | 总时长：              | 53:40 |

## 唱片版本
- 發行版

## 音樂錄影帶
| 歌名           |
| -------------- |
| 今天比昨天更好 |
| 謝謝           |

## 成績
| 排行榜           | 國家 | 期間                            | 最高排名 | 備註 〈歌曲〉  |
| Mnet排行榜       | 南韓 | 2008年第44－46周                | 1        | 今天比昨天更好 |
| BUGS排行榜       | 南韓 | 2008年10月第五、六周 11月第一周 | 1        | 今天比昨天更好 |
| Hanteo排行榜日榜 | 南韓 | 2008年10月23日－11月8日         | 3        | 今天比昨天更好 |
| Hanteo排行榜周榜 | 南韓 | 2008年10月                      | 3        | 今天比昨天更好 |
| Hanteo排行榜月榜 | 南韓 | 2008年11月                      | 3        | 今天比昨天更好 |
| Mnet年度排行榜   | 南韓 | 2008年                          | 19       | 今天比昨天更好 |

## 備註及參考資料
1. ↑  . ollehmusic.   [2013-08-26]. （原始内容存档于2016-07-25） （韩语）.
2. ↑  . ollehmusic.   [2013-08-26]. （原始内容存档于2016-07-25） （韩语）.
3. ↑  . ollehmusic.   [2013-08-26]. （原始内容存档于2016-07-25） （韩语）.